# جنگل‌های مارانهوا
جنگل‌های مارانهوا (به پرتغالی: Mata dos cocais) یک منطقهٔ مسکونی و جنگل در برزیل است که در مارانیائو واقع شده‌است.